# 21e cérémonie des Filmfare Awards
La 21e cérémonie des Filmfare Awards s'est déroulée en 1974 à Bombay en Inde.

## Palmarès
| Catégorie                                  | Lauréat                                                                                      |
| ------------------------------------------ | -------------------------------------------------------------------------------------------- |
| Meilleur film                              | Anuraag - produit et réalisé par Shakti Samanta - avec Nutan, Nasir Hussain et Rajesh Khanna |
| Meilleur réalisateur                       | Yash Chopra (Daag)                                                                           |
| Meilleur acteur                            | Rishi Kapoor (Bobby)                                                                         |
| Meilleure actrice                          | Dimple Kapadia (Bobby)                                                                       |
| Meilleur acteur dans un second rôle        | Amitabh Bachchan (Namak Haraam)                                                              |
| Meilleure actrice dans un second rôle      | Raakhee (Daag)                                                                               |
| Meilleure performance dans un rôle comique | Asrani (Aaj Ki Taaza Khabar)                                                                 |
| Meilleur compositeur                       | Sachin Dev Burman (Abhimaan)                                                                 |
| Meilleur parolier                          | Gulshan Bawra pour Yari Hai Imaan Mera (Zanjeer)                                             |
| Meilleur chanteur de playback              | Narendra Chanchal pour Beshak Mandir Masjid (Bobby)                                          |
| Meilleure chanteuse de playback            | Asha Bhosle pour Hone Lagi Hai Raat Jawa (Naina)                                             |
| Meilleure histoire                         | Javed Akhtar et Salim Khan (Zanjeer)                                                         |
| Meilleur scénario                          | Javed Akhtar et Salim Khan (Zanjeer)                                                         |
| Meilleurs dialogues                        | Sampooran Singh Gulzar (Namak Haraam)                                                        |
| Meilleure photographie                     | Jal Mistry (Jheel Ke Us Paar)                                                                |
| Meilleure direction artistique             | A. Rangaraj (Bobby)                                                                          |
| Meilleur son                               | Allauddin Khan Qureshi (Bobby)                                                               |
| Meilleur montage                           | R. Mahadik (Zanjeer)                                                                         |

## Récompenses des critiques
| Catégorie     | Lauréat              |
| ------------- | -------------------- |
| Meilleur film | Duvidha de Mani Kaul |